# Кузнецов, Евгений Григорьевич
Евгений Григорьевич Кузнецов (род. 1 января 1960 года, Ставрополь, Ставропольский край, РСФСР, СССР) — российский художник, член-корреспондент РАХ (2021).

## Биография
Родился 1 января 1960 года в Ставрополе, живёт и работает в Ставрополе и Краснодаре.
В 1979 году — окончил Ставропольское художественное училище, а в 1988 году — художественно-графический факультет Кубанского государственного университета.
С 1991 года — член Союза художников России, тогда же стал членом правления и выставкома Ставропольской краевой организации Союза художников России.
С 1995 по 2006 годы — преподаватель специальных дисциплин и руководитель дипломных работ выпускных групп Ставропольского краевого художественного училища.
В 2020 году — избран почётным членом, а в 2021 году — членом-корреспондентом Российской академии художеств от Южного регионального отделения.

## Творческая деятельность
Основные произведения
- работы в области станкового искусства: «Камни» (1999, холст, масло, акрил, 100х150); «Фразы» (2002, холст, акрил, масло, 90х130); «Цветы» (2011, холст, акрил, масло 70х110); «Вода с истоков» (2012, холст, масло, 90х120); «Ветеран Подгорный» (2015, холст, акрил, 90х70); «Остров» (2016, холст, масло, акрил, 100х150); «Равнина» (2016, холст, акрил 70х170); «Разговор» (2018, холст, масло, 90х90);
- работы в области монументально-декоративного искусства: роспись «Наш сад» (совместно с академиком С. Н. Паршиным; 2018, акрил, 500х800), а также фирменный стиль и элементы оформления интерьеров Дома дружбы во Ставрополе (2018).

Произведения находятся в собраниях Московского музея современного искусства, Ставропольского краевого музея изобразительных искусств, Краснодарского краевого выставочного зала изобразительных искусств, Ростовского областного музея изобразительных искусств, Сочинского художественного музея имени Д. Д. Жилинского, Вологодской областной картинной галереи, Череповецкого музейного объединения, Тотемского музейного объединения, музея «Fabregat» в Безье (Франция), Национального центра современных искусств Республики Беларусь в Минске, Севастопольского художественного музея имени М. П. Крошицкого.
С 1980 года — постоянный участник краевых, региональных и республиканских выставок Союза художников СССР, России.
Персональные выставки прошли в галерее «Нео-Шаг» в Москве (1994), галерее «Солнечный квадрат» в Вологде (1998), Русском культурном центре в Люксембурге (1999), галерее Союза художников России в Ставрополе (1999), галерее «Mountcastle» в Коломбо (Шри-Ланка, 2000), галерее «Chateau Gruissan» в Безье (Франция, 2000), галерее «Рюмеланж» в Люксембурге (2000), галерее «Юг» в Краснодаре (2002), салоне «Retrouveilles» в Люксембурге (2002), галерее «Goerz» в Люксембурге (2003), галерее «Лестница» в Краснодаре (2004), галерее «Liuhaisu» в Чанджоу (Китай, 2012), в залах Российской академии художеств в Москве (2012), Ростовском областном музее изобразительных искусств (2014), Ставропольском краевом музее изобразительных искусств (2019), галерее «Паршин» в Ставрополе (2020).

## Награды
- Почётный деятель искусств Ставропольского края (2016)
- Медаль Ставропольского края «За доблестный труд» (2012)
- Премия Губернатора Ставропольского края в области изобразительного искусства имени В. Г. Клёнова (2012) — за цикл работ «Вода с истоков»
- Премия Губернатора Ставропольского края в области изобразительного искусства имени В. Г. Клёнова (2020) — за выставочный проект «След в след»
- Серебряная медаль Союза художников России «Духовность, традиции, мастерство» (2013)
- Золотая медаль Союза художников России «Духовность, традиции, мастерство» (2019)

Награды РАХ
- Диплом РАХ (2011)
- Золотая медаль РАХ (2020)